# 张世方
张世方（1965年12月—），浙江象山人，汉族，中国共产党党员。中华人民共和国政治人物、第十三届全国人民代表大会浙江地区代表。

## 生平
2018年2月24日，当选为第十三届全国人大代表。